# 伊塔库鲁巴
伊塔库鲁巴是巴西伯南布哥州的一个市镇。总面积438.57平方公里，总人口4097人，人口密度9.3人/平方公里。